# Тамулда
Тамулда (устар. Томулда) — река в России, протекает по Таймырскому Долгано-Ненцкому району Красноярского края. Длина — 25 км.
Является левым притоком Большой Росомашьей (приток Хеты). Вытекает из малого безымянного озера.

## Бассейн
← левый приток
- Тамулда

← Янтарный (3,3 км)
Водосборный бассейн ручья граничит с бассейнами рек Уораннах, Резвый и Малая Росомашья.